# Keravere
Keravere (Duits: Kerrawere) is een plaats in de Estlandse gemeente Lääne-Nigula, provincie Läänemaa. De plaats heeft de status van dorp (Estisch: küla).
Tot in oktober 2017 viel Keravere onder de gemeente Martna. In die maand werd Martna bij de fusiegemeente Lääne-Nigula gevoegd.

## Bevolking
Het dorp had 13 inwoners op 31 december 2011 en 6 inwoners op 31 december 2021.

## Ligging
Het dorp ligt op de noordoever van de Baai van Matsalu. Het valt onder het Nationaal park Matsalu.

## Geschiedenis
Keravere was al in de middeleeuwen bekend onder de naam Kereuer, een landgoed waarvan de opbrengsten als prebende ten goede kwamen aan de kanunniken van Haapsalu. In 1530 stond Keravere bekend als Kerever, een dorp op het landgoed Vogelsang (Estisch: Rannamõisa). Het bestuurscentrum van het landgoed lag in het huidige dorp Rannajõe, het oostelijke buurdorp van Keravere. In 1689 heette het dorp Kerrefer Byy (by is Zweeds voor ‘dorp’), in 1798 Kerrafer.